# سید مصطفی سراج
سیدمصطفی سراج (به بنگالی: সৈয়দ মুস্তাফা সিরাজ) (زادهٔ ۱۹۳۰ در روستای خوش‌بسپور از توابع مرشدآباد بنگال غربی – درگذشتهٔ ۴ سپتامبر ۲۰۱۲ در کلکته) نویسندهٔ آثار متفاوت بنگالی هند بود که در آثارش به رابطهٔ طبیعت و انسان می‌پرداخت.

## زندگی‌نامه
سیدمصطفی سراج در سال ۱۹۳۰ در روستای خوش‌بسپور از توابع مرشدآباد بنگال غربی زاده شد. وی که در خانواده‌ای مسلمان و بنگالی زاده شده بود همواره تلاش می‌کرد تا در آثارش اختلافات قومی، نژادی و مذهبی را از میان بردارد. او در آثارش منطقهٔ زادگاهش را منعکس کرده‌است.
سراج که نویسنده‌ای برای بزرگسالان و کودکان بود، همواره تلاش می‌کرد تا روح طبیعت را در آثارش منعکس کند. او نویسندهٔ رئالیستی بود که به‌تمامی از مسایل عرفانی و رمانتیسیسم منعکس در آثار ادبی بنگلای معاصر فاصله گرفته بود. در دوره‌ای که نویسندگان بیشتری به زندگی شهری توجه می‌کردند، او به زمین توجه داشت و از رابطهٔ انسان و طبیعت در آثارش می‌نوشت و زمینهٔ آثار داستانی‌اش از داستان کوتاه گرفته تا رمان دربارهٔ بنگال روستایی و بهارات بود.
در سال ۲۰۰۵ با اقتباس آنجان داس، فیلمساز بنگالی از یکی از داستان‌های سراج به نام «Ranirghater Brittanto»، که دربارهٔ زندگی یک کودک یتیم در یک دهکدهٔ بنگالی است، استقبال بیشتری از آثار این نویسنده به عمل آمد. با وجود سخت‌بودن آثار سراج برای ترجمه، به دلیل سبک نوشتاری‌اش، آثار او به زبان‌های انگلیسی، هندو، اردو و تامیلی ترجمه شده‌اند.
در نهایت سیدمصطفی سراج، نویسندهٔ کهنه‌کار بنگالی که صدای متفاوت هند بود پس از یک دورهٔ کوتاه بیماری در روز ۴ سپتامبر ۲۰۱۲ در کلکته درگذشت.
سراج که جایزه آکادمی ساهیتیا را برای رمان «آلک مانوش» در سال ۱۹۹۴ دریافت کرد، بیش از ۳۰۰ داستان کوتاه در کارنامه دارد و نویسندهٔ ۱۵۰ رمان است.

## آثار
داستان کوتاه
- Inti, pisi o ghatbabu
- Bhalobasa o down train
- Hizal Biler Rakhalera
- Taranginir Chokh
- Uro pakhir Chhaya
- Manusher Janma
- Ranabhumi
- Rakter Pratyasha
- Maati
- Goghna
- Mrityur Ghora

رمان
- ۱۹۶۶ — Neel Gharer Nati
- ۱۹۹۴ — آلک مانوش (Aleek Manush/مرد افسانه‌ای)
- ۱۹۷۰ — Nishimrigaya
- ۱۹۸۰ — Krishna Bari Fereni
- ۱۹۸۸ — Amartya Premkatha
- Trinabhumi
- Kingbadantir nayak
- Uttar Jahnabi
- ۲۰۰۵ — Ranirghater Brittanto

## پی‌نوشت
1. ↑  «مصطفی سراج درگذشت»،  ایبنا.
2. ↑  Barooah Pisharoty, “So says Siraj”, The Hindu.
3. ↑  «مصطفی سراج درگذشت»،  ایبنا.
4. ↑  «مصطفی سراج درگذشت»،  ایبنا.
5. ↑  «مصطفی سراج درگذشت»،  ایبنا.
6. ↑  «مصطفی سراج درگذشت»،  ایبنا.
7. ↑  «مصطفی سراج درگذشت»،  ایبنا.
8. ↑  «مصطفی سراج درگذشت»،  ایبنا.
9. ↑  «مصطفی سراج درگذشت»،  ایبنا.
10. ↑  «مصطفی سراج درگذشت»،  ایبنا.